# Analiza informațiilor
Analiștii se află în domeniul „cunoașterii”. Activitatea de informații se referă la cunoaștere și tipurile de probleme abordate sunt probleme de cunoaștere. Așa că avem nevoie de un concept de lucru bazat pe cunoaștere. Avem nevoie de o înțelegere de bază a ceea ce știm și cum știm, ce nu știm, și chiar ce se poate cunoaște și ce nu se poate cunoaște. Matthew Herbert oferă un set util de principii în discutarea îndrumării raportate de Colin Powell către directorul american al serviciilor de informații, Mike McConnell. Se spune că Powell l-a sfătuit pe McConnell astfel:
”Ca ofițer de informații, responsabilitatea ta este să-mi spui ce știi. Spune-mi ce nu știi. Apoi ți se va permite să-mi spui ce crezi. Dar păstrează întotdeauna aceste trei aspecte separat.”

## Definiție
Analiza informațiilor implică „transformarea faptelor disparate în concluzii concentrate”.
Nicio definiție nu este cu adevărat concludentă în clarificarea sensului analizei. De asemenea, aceeași persoană sau grup de persoane poate realiza o multitudine de roluri în ciclul procesului, solicitate uneori chiar de analiză.
Analiza ar trebui să ofere o bază utilă pentru conceptualizarea funcțiilor activității de informații, dintre care cele mai importante sunt „estimarea” și „predicția”. Activitatea de informații în sine, în forma ei de bază, are o funcție decizională. O decizie se caracterizează prin două funcții principale: (1) alegeri sau judecăți între alternative concurente și (2) alegeri și judecăți în condiții de incertitudine.
John Maynard Keynes afirmă că, în condiții de incertitudine, „nu există nicio bază științifică pe care să se formeze orice probabilitate calculabilă. Pur și simplu nu avem cunoaștere.” Rezultă că, în lipsa certitudinii, factorul de decizie poate fi obligat să ia măsuri cu consecințe sunt nesigure, sau să-și bazeze alegerile pe predicțiile viitorului, un exercițiu de raționament subiectiv.
Radner a descris o decizie optimă caracteristică după cum urmează: „Pentru fiecare semnal, o decizie optimă maximizează utilitatea așteptată condiționată a consecinței, având în vedere semnalul.” Acest principiu este descris ca „maximizarea utilității așteptate condiționată”.
Cercetătorii au folosit concepte precum „informații incomplete” și „decizii în condiții de incertitudine” pentru a studia interacțiunile grupurilor, pe baza naturii (subiective) a informațiilor pe care le posedă actorii. De exemplu, Andrew Kydd a folosit modelul incomplet de informații pentru a explica „modelul spiral de escaladare a cursei înarmării” al lui Jervis. (a445) Teoria deciziilor de incertitudine aparține, de asemenea, acestei familii de comportament de cunoaștere incompletă sau acțiuni condiționate de sentimente subiective. După cum observă Arrow Kenneth, „incertitudinea” înseamnă că agentul nu cunoaște starea lumii.”

## Tehnici de analiză
Analiza informațiilor aplică metode cognitive individuale și colective pentru a evalua datele și pentru a testa ipotezele într-un context socio-cultural secret. Analistul trebuie să detecteze decepțiile și să extragă adevărul. Scopul analizei de informații este de a reduce ambiguitatea. A presupune că dușmanii încearcă să creeze confuzie nu este paranoic în cazul analiștilor, ci realist. Potrivit lui Dick Heuer, într-un experiment în care a fost studiat comportamentul analistului, procesul este unul de rafinare incrementală.

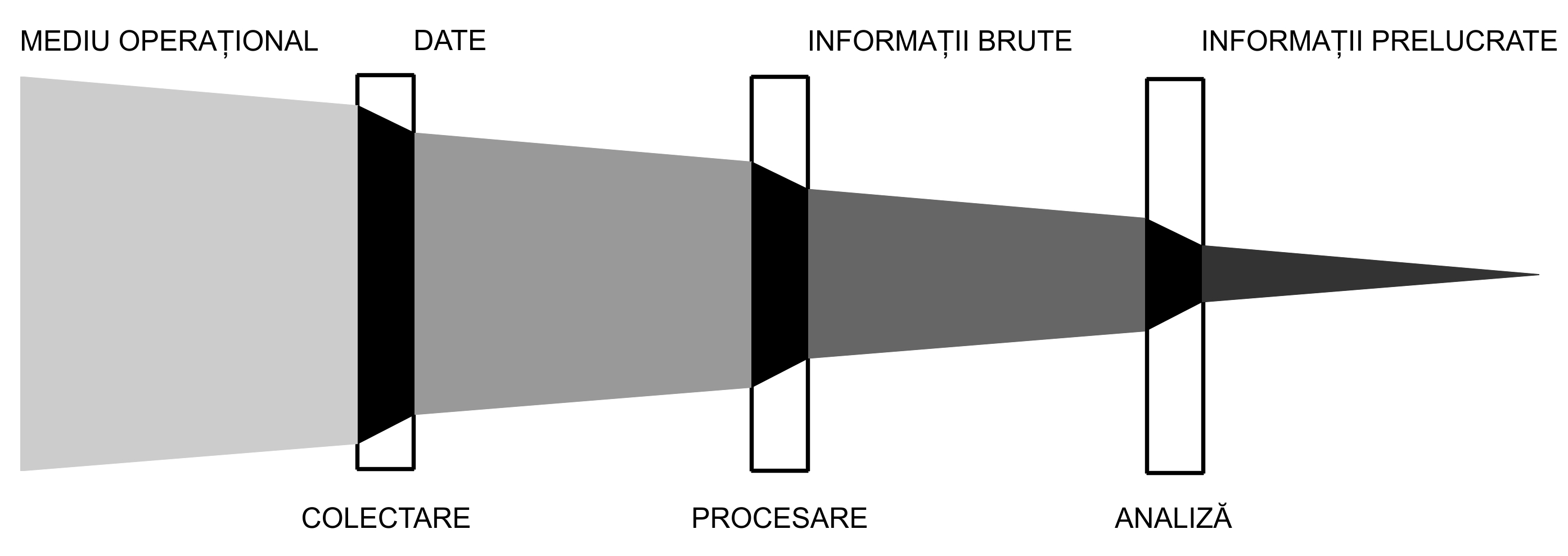
Activitatea informativă reflectă o rafinare progresivă a datelor și a informațiilor

Disciplinele academice care examinează arta și știința analizei de informații sunt cel mai frecvent numite „studii de informații” și predate în instituții specifice.
Analistul trebuie să se întrebe în mod constant: „Ce vor/trebuie să știe clienții? Cum preferă să fie prezentarea?” Încearcă să aleagă cel mai bun mod de acțiune sau l-au ales și acum trebuie să cunoască obstacolele și vulnerabilitățile pe calea aleasă?
Uneori, atunci când producătorul se străduiește să răspundă nevoilor clienților interni și externi, soluția este de a crea două tipuri diferite de produse, unul pentru fiecare tip de client. Un produs intern poate conține detalii despre surse, metode de colectare și tehnici analitice, în timp ce un produs extern este mai degrabă jurnalistic: Care? Ce? Când? Unde? De ce? „Cum” este adesea relevant pentru jurnaliști, dar neindicat în activitatea de informații. Acțiunile se regăsesc în trei etape:
1. Decizia de a acționa
2. Acțiunea
3. Dezangajarea din acțiune.[11]

Hărțile euristice sau semantice pot ajuta la structurarea informațiilor, la fel ca și folderele de fișiere și cartoanele de indexare. De asemenea, bazele de date, cu tehnici statistice precum corelația, analiza factorilor și analiza seriilor de timp, pot da o perspectivă.
Scopul analizei de informații este de a dezvălui unui anumit factor de decizie semnificația subiacentă a informațiilor selectate. Analiștii ar trebui să înceapă cu fapte confirmate, să aplice cunoștințe de specialitate pentru a produce constatări plauzibile dar concluzii mai puțin sigure, și chiar să prevadă, atunci când prognoza este calificată corespunzător. Analiștii nu ar trebui, totuși, să se angajeze în ghiciri care nu au nicio bază în fapte.
Analiza informațiilor implică dezvoltarea de previziuni sau cursuri recomandate de acțiune, pe baza unei game largi de surse de informare disponibile, atât deschise cât și sub acoperire. Analiza este dezvoltată ca răspuns la cerințele conducerii organizației sau a clienților, pentru a ajuta în luarea deciziilor.
Una din tehnicile utilizate în analiza informațiilor este analiza indicatorilor, care folosește date istorice pentru a expune tendințele și pentru a identifica viitoare schimbări majore într-o arie de interes, ajutând la elaborarea unor prognoze bazate pe dovezi cu părtinire cognitivă redusă.
Tehnicile analitice structurate (SAT) au ajuns să fie mai folosite după atacurile asupra World Trade Tower din 11 septembrie 2001, când Comisia Națională pentru Acte Teroriste din Statele Unite sau Comisia 9/11 a constatat că comunitatea de informații a „suferit un eșec în a provoca mentalitățile analitice, a examina ipotezele esențiale, a lua în considerare ipotezele alternative și a detecta raportarea înșelătoare.” Aceste instrumente analitice, concepute pentru o mai bună gestionare și standardizare a performanței analizei, reprezintă o încercare de aliniere a profesiei la principii științifice. Din punct de vedere epistemologic, se poate argumenta că SAT-urile generează cunoștințe propoziționale și recunosc insuficient valoarea modalităților de „cunoaștere tacită” sau neprotejată de cunoaștere în cadrul procesului de rezolvare a problemelor în analiza informațiilor.
Indicatorii pot fi evenimente sau acțiuni unice dintr-un factor care semnifică o schimbare majoră, afectând condițiile din restul categoriilor sau din alte categorii, sau o combinație de evenimente care servesc o funcție similară. Procesul se desfășoară astfel:
1. Identificarea unui set de categorii relevante pentru cerință
2. Identificarea unui set de factori relevanți pentru fiecare categorie în contextul cerinței globale
3. Identificarea scenariilor pe termen scurt care ar putea rezulta din transferul sau îmbunătățirea imediată a fiecărui factor
4. Identificarea unei serii de evenimente sau indicatori care ar putea însemna îmbunătățirea sau deteriorarea în cadrul fiecărui factor
5. Revizuirea evenimentelor istorice și în curs de desfășurare pentru indicatorii din cadrul fiecărui factor
6. Identificarea indicatorilor unici și a tendințelor indicatorilor pentru a anticipa ce scenariu pe termen scurt este cel mai probabil să apară.[16]

Comunitatea de Informații din SUA își standardizează listele de indicatori, în cadrul unei agenții sau în întreaga comunitate.
O formă comună de analiză a informațiilor este utilizarea datelor din rețelele sociale, atât cele pe Internet cât și cele mobile. Multe agenții guvernamentale investesc masiv în cercetarea care implică analiza rețelelor sociale. Comunitățile de informații consideră că cea mai mare amenințare vine de la descentralizarea, fără lideri, dispersarea geografică a teroriștilor, extremiștilor, și a altor persoane subversive și disidenți. Aceste tipuri de amenințări sunt cel mai usor de contracarat prin descoperirea de noduri importante în rețea, și eliminarea lor. Pentru aceasta este necesară o hartă detaliată a rețelei. Se consideră că utilizarea site-urilor rețelelor sociale este o formă de „supraveghere participativă”, unde utilizatorii acestor situri se supraveghează practic pe ei înșiși, afișând informații detaliate cu caracter personal pe site-urile publice unde pot fi văzute de către corporații și guverne.